# Trinity Broadcasting Network
Trinity Broadcasting Network (TBN) är ett amerikanskt kristet TV-nätverk. De har sitt högkvarter i Costa Mesa, Kalifornien och flera filialer runtom i USA och övriga länder. TBN äger även The Church Channel, Smile of a Child TV, Enlace och JUCE TV (tidigare JCTV).

## Historia och profil
Trinity Broadcasting Network grundades, som Trinity Broadcasting Systems 1973 av Paul Crouch, Jan Crouch, Jim Bakker och Tammy Faye Bakker. Paret Bakker lämnade TBN 1975 och grundade The PTL Club.
Bland TBN:s egna program är Praise the Lord och Behind the Scenes. De sänder även program med bland andra T.D. Jakes, Joyce Meyer, Joel Osteen, John Hagee, Benny Hinn, Hal Lindsey och tidigare Jack Van Impe. De sänder även Pat Robertsons The 700 Club.

## Filmer
TBN Films har producerat en rad filmer, däribland China Cry (1990), The Revolutionary (1995), The Revolutionary II (1996), The Emissary: A Biblical Epic (1997), The Omega Code (1999) och Carman: The Champion (2001). Vissa av dessa har gjorts i samarbete med Matt Crouchs bolag Gener8Xion Entertainment, som även bland annat gjort One Night with the King (2006).

## Övriga attraktioner
TBN äger också andra anläggningar, bland annat Trinity Music City, som tidigare var Conway Twittys hem i Hendersonville, Tennessee, och nöjesparken Holy Land Experience i Orlando, Florida. Deras högkvarter i Costa Mesa, Kalifornien har också flera attraktioner för besökare.

## Finanser
TBN drivs som ett icke-vinstinriktat företag. De har fått kritik för att inte redovisa hur donationer används. Paret Crouchs barnbarn, Brittany Koper, stämde TBN 2012. Koper beskrev familjen Crouchs extravaganta livsstil och menade att den bekostades av TBN med skattebefriade, donerade pengar.